# Gostota toplotnega toka
Gostôta toplôtnega tóka (oznaka j) je fizikalna količina, ki pove, koliko toplote na enoto površine preteče v časovni enoti med dvema telesoma v toplotnem stiku, oziroma kolikšen je toplotni tok P na enoto površine:
{\displaystyle j={\frac {dP}{dS}}\!\,.}
Skladno z 2. zakonom termodinamike teče toplotni tok spontano vedno le v smeri od telesa z višjo temperaturo k telesu z nižjo. Gostota toplotnega toka je zgled gostote energijskega toka.
V stacionarnem stanju lahko gostoto toplotnega toka v toplotnem stiku z dano površino in debelino l med telesoma, med katerima obstaja temperaturna razlika ΔT, izrazimo z enačbo
{\displaystyle j=-\lambda {\frac {\Delta T}{l}}\!\,.}
Sorazmernostni koeficient λ je koeficient toplotne prevodnosti. Z negativnim predznakom upoštevamo, da za pozitivne vrednosti Δ T teče toplotni tok v smeri od telesa z višjo temperaturo proti telesu z nižjo.
V splošnem primeru, ko se temperatura spreminja od točke do točke v prostoru, moramo namesto zgornje enačbe zapisati splošnejšo enačbo:
{\displaystyle {\vec {\mathbf {j} }}=-\lambda \nabla T\!\,.}
Oznaka ∇ označuje gradient temperature.
Mednarodni sistem enot določa za merjenje gostote toplotnega toka enoto W/m2.